# Roger Gyselinck
Roger Gyselinck (Wetteren, 17 september 1920 – aldaar, 5 januari 2002) was een Belgisch wielrenner.

## Belangrijkste overwinningen
1950
- 4e etappe Ronde van Duitsland
- 9e etappe Ronde van Duitsland
- 13e etappe Ronde van Duitsland
- Eindklassement etappe Ronde van Duitsland

## Resultaten in voornaamste wedstrijden
| Jaar | Ronde van Italië | Ronde van Frankrijk | Ronde van Spanje |
| ---- | ---------------- | ------------------- | ---------------- |
| 1937 |                  |                     |                  |
| 1938 |                  |                     |                  |
| 1939 |                  |                     |                  |
| 1943 |                  |                     |                  |
| 1945 |                  |                     |                  |
| 1946 |                  |                     |                  |
| 1947 |                  | 43e                 |                  |
| 1948 |                  |                     |                  |
| 1949 |                  | opgave              |                  |
| 1950 |                  |                     |                  |
| 1952 |                  |                     |                  |
| 1953 | opgave           |                     |                  |

| Jaar | Gent-Wevelgem | Ronde van Vlaanderen | Parijs-Roubaix | Luik-Bast.‑Luik | Omloop Het Volk | Parijs-Brussel | Waalse Pijl |
| ---- | ------------- | -------------------- | -------------- | --------------- | --------------- | -------------- | ----------- |
| 1937 |               | 34e                  |                |                 |                 |                |             |
| 1938 |               | 19e                  |                |                 |                 |                |             |
| 1939 |               |                      | 64e            | 13e             |                 |                |             |
| 1943 |               |                      |                |                 |                 |                | 39e         |
| 1945 |               |                      |                |                 | 25e             |                |             |
| 1946 |               |                      |                | 15e             |                 |                |             |
| 1947 | 19e           |                      |                |                 |                 | 9e             |             |
| 1948 |               |                      | 10e            |                 | 14e             |                |             |
| 1949 | 7e            |                      |                | Brons           | 25e             |                | 6e          |
| 1950 | 19e           |                      |                | 53e             | 6e              | 9e             |             |
| 1952 | 35e           |                      |                |                 | 52e             |                |             |
| 1953 |               | 39e                  |                |                 |                 |                |             |